# Villa Dalfrid

Villa Dalfrid är ett bostadshus beläget på fastigheten Skintebo 432:1 i sydvästra Göteborg. Villan är privatägd och har adressen Kofferdalsvägen 37 i stadsdelen Askim, Västra Göteborg. Den 24 september 1979 blev villan byggnadsminne enligt Kulturmiljölagen.

## Historik
Villa Dalfrid uppfördes 1904–07 för konsuln Harald Grebst och hans familj. Arkitekt var Gustav Elliot, arkitekten på modet bland tidens rika göteborgare. Det var Säröbanan, byggd 1903, som gav välbärgade göteborgare möjlighet, att bygga havsnära sommarvillor på pendelavstånd från stadskärnan. Både exteriört och interiört är villan utformad i typisk svensk jugendstil. Villan utgör ett för göteborgsområdet sällsynt exempel på en väl utarbetad högborgerlig hemmiljö från sekelskiftet 1800/1900. Interiören är synnerligen väl bibehållen med såväl möbler som textilier från byggnadstiden.

## Beskrivning
Villan är av trä i två våningar med oinredd vind. Planen är oregelbunden med utskjutande partier som balkong, burspråk och entréparti. Byggnadens planlösning och inre disposition är avläsbar i exteriören genom den livfulla planen och fönstrens varierande utformning. Takfallen har varierande former och är mot trädgården försedda med låga mjukt avrundade takkupor. Den avrundade formen återkommer i flera fönster och det starkt framdragna taket över huvudentrén.
Fasaden är klädd med omväxlande liggande och stående gulmålad panel. Fönstrens överlufter är smårutsindelade liksom balkongdörr och trapphusfönster. Byggnadens bjälklag markeras med vita horisontella lister. Vindskivor och trädetaljer är vitmålade. Fönsteromfattningarna har tydlig jugenddekor och taktassarna är figursågade. Gavelröstena markeras av träsniderier. Sockeln är av fogade granitblock. Entrépartiet markeras med ett välvt och utskjutande takparti, som bärs upp av fyra stolpar med jugendstiliserade dekorationer både upp- och nedtill. Takets undersida har ett kassettak med turkosfärgade rutor.
Utvändigt är det spår av schweizerstil och tidiga drag av nationalromantik, som slog igenom stort några år senare. Det är dock inte fasaden utan interiören, som är det märkvärdiga med villan. Inredare var Alf Wallander, pionjär inom den svenska jugendstilen kring år 1900. Wallander specialritade allt i huset, från möbler och ljuskronor i taket till kopparbeslag och väggmålningar. Det mesta av hans i dag k-märkta inredningsverk har fått vara orörd sedan 1907 – exempelvis de mönsterlagda ekgolven, väggpanelerna och takarbetena. Det gäller också barnkammarens lekfulla bård med signaturen "artisten Alf  Wallander”.
Villa Dalfrid har en stor trädgård på omkring 37  000 kvadratmeter. I norr ansluter den till ett större parkområde. Vägen fram till villan kantas av lindar och kastanjer. Villan vänder sig med entrén mot den stora gräsmattan. I trädgårdens södra del finns resterna av den tidigare trädgårdsmästarbostaden. På höjdpartiet norr om villan har ett vindkraftverk uppförts. Inom den ursprungliga tomtens södra del har sex nya villor byggts. Samtliga villor har liksom Villa Dalfrid gulmålade fasader.